# ماریا پازه‌کا
ماریا پازه‌کا (به انگلیسی: Maria Paseka) ژیمناست زادهٔ ۱۹ ژوئیهٔ ۱۹۹۵ میلادی اهل کشور روسیه است. از افتخارات او کسب یک نقره و یک برنز در المپیک ۲۰۱۲ و دو مدال نقره در المپیک ۲۰۱۶ است.